# Aristolochia anguicida
Aristolochia anguicida Jacq. – gatunek rośliny z rodziny kokornakowatych (Aristolochiaceae Juss.). Występuje naturalnie w południowej części Meksyku, Gwatemali, Salwadorze, Hondurasie, Nikaragui, Kostaryce, Panamie oraz Kolumbii. Został także indtrodukowany na Karaibach.

## Morfologia
PokrójBylina pnąca o trwałych i wrzecionowatych pędach. Dorasta do 3 m wysokości.
LiścieMają trójkątnie owalny kształt. Mają 7–9 cm długości oraz 5–7 cm szerokości. Nasada liścia ma sercowaty kształt. Z tępym lub ostrym wierzchołkiem. Liście są gęsto owłosione od spodu. Ogonek liściowy jest nagi i ma długość 3–4 cm.
KwiatyPojedyncze. Mają purpurową, zieloną i żółtą barwę i 15–20 mm długości.
OwoceTorebki o podłużnym kształcie. Mają 2–3 cm długości i 2 cm szerokości.

## Biologia i ekologia
Kwitnie przez cały rok